# Parco Tineretului
Il parco Tineretului (in romeno Parcul Tineretului), conosciuto anche come parco della Gioventù, è un parco pubblico di Bucarest, situato nella parte meridionale della città (Settore 4).
Progettato dall'architetto Valentin Donose e inaugurato nel 1974, ha una superficie di circa 200 ettari ed è tra i più grandi parchi di Bucarest.
All'interno del parco vi sono diverse aree attrezzate con giochi, nonché un piccolo lago. Vi si trova anche la Sala Polivalentă, un palazzetto dello sport usato anche per concerti.
Nelle vicinanze è presente la stazione Tineretului della linea M2 della metropolitana di Bucarest.